# Ziegelhütte (Neuhaus an der Pegnitz)
Ziegelhütte ist ein Gemeindeteil des Marktes Neuhaus an der Pegnitz im Landkreis Nürnberger Land (Mittelfranken, Bayern). Ziegelhütte liegt in der Gemarkung Höfen.

## Lage
Der Weiler liegt nahe der Pegnitz nordwestlich von Neuhaus an der Staatsstraße 2163. Im Nordwesten befindet sich die Ziegelhüttenhöhe (417 m). Ziegelhütte hat etwa 25 Gebäude.

## Geschichte
In Ziegelhütte wurden seit dem Mittelalter aus Lehm Ziegelsteine hergestellt und wird Kalk gebrannt. Nach dem Zweiten Weltkrieg wurden vier Wohnhäuser, eine Tankstelle und ein Sägewerk gebaut. Das Gestüt auf der Pfürch gehört auch zu Ziegelhütte. Bis 1978 gehörte der Ort zur Gemeinde Höfen. 1988 lebten in Ziegelhütte in sechs Wohngebäuden 31 Personen, heute sind es 19 Einwohner.

## Baudenkmäler

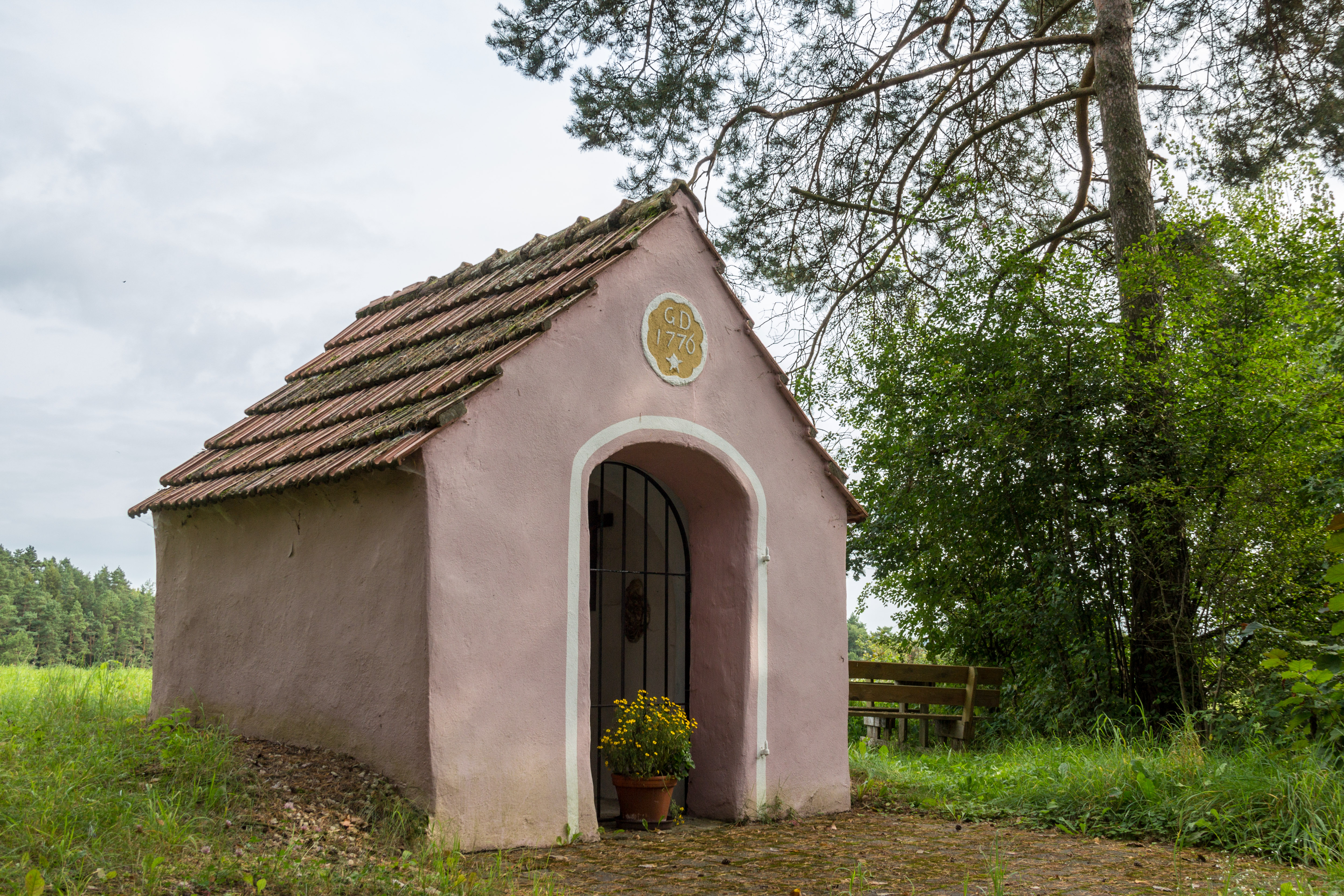
Nagelschmiedkapelle

Nördlich von Ziegelhütte befindet sich die 1776 gebaute Nagelschmiedkapelle, ein kleiner Satteldachbau mit Kreuzgratgewölbe und Altarnische. Sie ist als Baudenkmal ausgewiesen.